# 尿浸基督

《尿浸基督》

《尿浸基督》（英語：Piss Christ）是美国摄影师安德里斯·塞拉诺（Andres Serrano）1987年的摄影作品，通过将一耶穌被釘十字架的小比例塑料塑像浸入自己的尿中拍摄而成。作品于1989年在北卡罗莱纳州东南当代艺术中心展出，引起了美国文化界的强烈反响。其中有人对该作品表示了积极的评价，但也有一些保守人士和宗教人士认为此照片亵渎了耶稣基督。这也引发了一场关于艺术自由的辩论。
此作品是塞拉诺《浸入》（Immersions）系列作品中的一件，该系列中还有一些类似手法的作品， 包括《尿浸典雅》（Piss Elegance，1987年）、《圣母子》（Madonna and Child，1987年）、《尿浸撒旦》（Piss Satan，1988年）、《尿浸掷铁饼者》（Piss Discus，1988年）、《女人胸像》（Female Bust，1988年）等。